# Mutsun
Mutsun är ett indianspråk som talades söder om San Francisco i Kalifornien. Den siste som talade mutsun, Ascension Solorsano de Cervantes, dog 1930. På senare år har försök gjorts att återuppliva språket. Lingvisten Marc Okrand, mest känd för att ha konstruerat det konstgjorda språket klingonska, avlade doktorsexamen 1977 genom att sammanställa en grammatik över mutsun.
Mutsun tillhör ohlonespråken som tillsammans med bland andra tsimshian, chinook, modóc och nezpercé tillhör den penutiska språkfamiljen.